# 黑爾斯伯勒 (紐約州)
黑爾斯伯勒（英語：Hailesboro）是位於美國紐約州聖羅倫斯縣的普查規定居民點。

## 人口
根據2020年美國人口普查的數據，黑爾斯伯勒的面積為12.45平方千米，當中陸地面積為12.24平方千米，而水域面積為0.21平方千米。當地共有人口544人，而人口密度為每平方千米43.69人。